# Zündnadelpatrone

Schnitt durch eine Dreyse-Zündnadelpatrone
1. Hülle (Papier)
2. Geschoss (Blei)
3. Treibspiegel (Pappe)
4. Zündpille (Knallquecksilber)
5. Treibladung (Schwarzpulver)
6. Zündfunken für Treibladung
7. Zündnadel

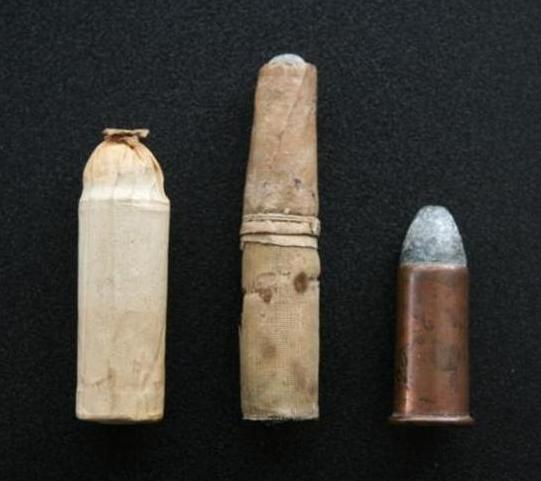
Zündnadelpatrone im Vergleich zur Chassepotpatrone und einer .56-50-Spencer-Metallpatrone (v. l. n. r.)

Die Zündnadelpatrone ist eine von Johann Nikolaus von Dreyse in Verbindung mit dem preußischen Zündnadelgewehr entwickelte Einheitspapierpatrone mit Schwarzpulverladung. Sie war eine der ersten serienmäßig (und teils maschinell) hergestellten Einheitspatronen, d. h., sie wurde im Gegensatz zur Munition für Vorderlader als Ganzes geladen. Sie wurde dreimal modifiziert/verbessert, aber schließlich von der Metallpatrone verdrängt. Von der klassischen Zündnadelpatrone unterschieden werden muss die Patrone für das französische Chassepotgewehr.

## Abmessungen
Die Patronen (M/55) enthielten 4,6 bis 4,9 g Schwarzpulver, entsprechend etwa 16 % des Geschossgewichtes. Die Patronen hatten ein Kaliber von 15,43 mm (Geschoss nur 13,6 mm) bei 61 mm Länge. Das Patronengewicht betrug 38,5 g (nach anderen Angaben 40 g). Bei der Patrone n/A wurde das Geschosskaliber auf 12 mm reduziert und damit das Geschoss um etwa 9 g erleichtert (Länge 24,6 mm gegenüber vorher 26,9 mm).

## Besonderheiten der Konstruktion
Die Patrone enthielt ein Unterkalibergeschoss mit Treibspiegel aus Pappe. Dies hatte folgende Vorteile:
1. Das Geschoss konnte nicht im Lauf steckenbleiben und so nicht dessen Bersten herbeiführen.
2. Das Geschoss kam nicht direkt mit dem Lauf in Berührung und vermied so ein Verbleien der Züge.
3. Der Papp-Treibspiegel wirkte weniger abrasiv auf den Lauf und erhöhte so die Lebensdauer der Waffe.
4. Durch den Treibspiegel wurde bei jedem Schuss der Lauf von Verbrennungsrückständen gereinigt.
5. Die Geschossform konnte ohne fundamentale Änderung der Patrone relativ frei variiert werden.

Dem stand der Nachteil gegenüber, dass die Trennung von Treibspiegel und Geschoss nicht völlig zuverlässig funktionierte (sogenannte Brummer), was die ballistischen Eigenschaften beeinträchtigte.
Die Zündpille war in den Boden des Treibspiegels eingelassen und lag somit vor der Ladung anstatt (wie später üblich) dahinter. Dadurch war die Patrone extrem handhabungssicher, da der Zündsatz vor mechanischer oder chemischer Einwirkung von außen geschützt war (im Gegensatz zur „modernen“ Zentralfeuerpatrone). Dreyse versprach sich hiervon zusätzlich eine verbesserte Verbrennung der Treibladung.
Nachteil dieser Platzierung war die Notwendigkeit, dass der Schlagbolzen (die Zündnadel) zuerst die Pulverladung durchschlagen musste und dann den korrosiven Pulvergasen direkt ausgesetzt war.

## Varianten
In der Testphase wurde eine einfache Pistolenkugel in den Treibspiegel eingepresst. Fehlerhafte Überlegungen zur Aerodynamik führten bei der Serieneinführung zum Ersatz der Kugel durch ein eichelförmiges Projektil. Die Pressung wurde durch eine Klebung ersetzt. Die unbefriedigenden ballistischen Eigenschaften führten zum Ersatz durch ein „Langblei“ – ein Projektil in Form eines langgestreckten Tropfens mit gekapptem Hinterende (Patrone M/55). Im Rahmen der Aptierung nach Beck (in Verbindung mit dem Krieg von 1870/1) wurde am Patronenboden eine gewachste Tuchscheibe eingefügt, welche die Belastung des Schlagbolzens und ein Eindringen von Verbrennungsrückstanden in das Nadelrohr verminderte (Patrone n/A = neuer Art). Diese nicht verbrennende Scheibe wurde mit dem nächsten Schuss ausgetrieben.

## Bewertung
Die Patrone ist ein typisches Beispiel für die Dreyseschen auf Mehrzweck und Sicherheit ausgerichteten Entwicklungen: Die Einzelteile der Konstruktion erfüllten mehrere Zwecke gleichzeitig.
Die ballistischen Leistungen waren infolge der sicherheitsbedingt geringen Ladung nur mäßig, genügten aber lange Zeit den taktischen Anforderungen, zumal durch die Verwendung in Verbindung mit dem Hinterladergewehr wesentlich höhere Feuerraten und Nachladen im Liegen möglich waren.
Die Benutzung einer mitverbrennenden Papierhülse hatte den Vorteil, dass kein Patronenauszieher erforderlich war. Außerdem war sie leichter, billiger und zuverlässiger herzustellen als zeitgenössische Modelle aus Metall. Den Ausschlag zu ihrer letztlichen Ablösung gab die Unmöglichkeit, eine sichere Abdichtung allein durch das Bodenstück des Gewehrs zu gewährleisten.